# Arrondissement de Tattaguine
L'arrondissement de Tattaguine est l'un des arrondissements du Sénégal. Il est situé au nord-ouest du département de Fatick, dans la région de Fatick.
Il compte trois communautés rurales :
- Communauté rurale de Diarrère
- Communauté rurale de Diouroup
- Communauté rurale de Tattaguine

Son chef-lieu est Tattaguine.